# Verdade lógica
Verdade lógica é um dos conceitos mais fundamentais na lógica. Existem diferentes teorias sobre sua natureza. Uma verdade lógica é uma declaração verdadeira, ela permanece verdadeira independentemente de diferentes interpretações sobre seus componentes em detrimento de suas constantes lógicas. É um tipo de declaração analítica. Toda lógica filosófica pode ser reescrita e trabalhada com verdades lógicas, o mesmo pode ser feito para consequência lógica.[1]
Verdades lógicas (incluindo tautologias) são verdades consideradas necessariamente verdadeiras. Isso significa que elas não poderiam ser não verdadeiras e que não existe situação que causaria a rejeição de uma verdade lógica. Porém, não é universalmente aceito que existam afirmações que sejam necessariamente verdades.
Uma verdade lógica foi considerada por Ludwig Wittgenstein como uma declaração que é verdade em todos os mundos possíveis.[2][3] Para verificar, abrimos uma árvore de possibilidades com o valor-verdade da declaração negado (começamos com v(φ) = 1, negamos, logo temos v(¬φ) = 0), se acharmos contradições em todos os mundos possíveis podemos afirmar que é uma verdade lógica (como negando chegamos achamos contradições em todos os mundos possiveis, por absurdo tiramos que para v(φ) = 1 é uma verdade lógica). As proposições "se ρ e θ, então ρ", e "todas as pessoas casadas são casadas" são verdades lógicas por não dependerem de fatos do mundo, mas somente de seus componentes inerentes. Depois, com a chegada da lógica formal, a verdade lógica foi considerada como uma declaração que é verdadeira sob qualquer interpretação.
A existência de verdades lógicas é vista por alguns como uma objeção ao empirismo, porque é impossível dar conta do nosso conhecimento de verdades lógicas com práticas
empíricas.

## Verdades lógicas e verdades analíticas
Verdades lógicas, sendo afirmações analíticas, não contém informações, sobre qualquer tipo de fatos. Além de verdades lógicas, também existe uma segunda classe de afirmações analíticas, exemplificada por "nenhum solteiro é casado". Essa sentença pode ser mudada para "nenhum homem não-casado é casado", substituindo 'não-casado' pelo seu sinônimo 'solteiro'.
O filósofo Willard Van Orman Quine, em sua tese, Two Dogmas of Empiricism, questionou a distinção entre afirmações analíticas e sintéticas. Foi esta segunda classe de afirmações analíticas (anteriormente citada) que fez com que ele notasse que o próprio conceito de analiticidade necessitava de clarificações, já que este parecia depender do conceito de sinônimos, que precisa de clarificações. Em sua conclusão, Quine rejeitou que verdades lógicas são verdades necessárias. Em vez disso, ele defende que o valor-verdade de qualquer afirmação pode ser alterado, incluindo
verdades lógicas, reavaliando-se os valores-verdade, de todas as demais afirmações, na teoria completa.

## Valores-verdade e tautologias
Considerando diferentes interpretações da mesma afirmação, nos leva a noção de valor-verdade. A abordagem mais simples para valores-verdade é vista como aquela
onde a afirmação pode ser verdadeira num caso, mas falsa em outro. O significado de "tautologia" é: qualquer tipo de fórmula ou proposição que vem a ser verdadeira em qualquer possível interpretação do seus termos (pode ser chamado também de valoração dependendo do contexto). É sinônimo à verdade lógica.
Porém, o termo "tautologia" também é comumente usado para se referir ao que poderia ser mais especificamente chamado de tautologias de função de verdade. Onde uma tautologia ou verdade lógica é verdade somente por causa dos componentes lógicos que ela contém, em geral, são conectivos lógicos. Nem todas verdades
lógicas são tautologias de tal tipo.

## Verdade lógica e constantes lógicas
Constantes lógicas, incluindo conectivos lógicos e quantificadores, podem ser 
todos reduzidos conceitualmente para verdades lógicas. Por exemplo, duas afirmações ou mais são logicamente incompatíveis se for o caso de sua conjunção ser logicamente falsa. Uma afirmação implica logicamente outra quando é logicamente incompatível com a negação da outra. Uma afirmação é logicamente falsa simplesmente se sua negação for logicamente verdadeira, etc. Desse jeito, todos os conectivos
lógicos podem ser expressados de forma a preservar a verdade lógica.

## Verdade lógica e regras de inferência
O conceito de verdade lógica é muito próximo do conceito de uma regra de inferência lógica.[4][5]

## Lógica não-clássica
Lógica não-clássica é o nome dado a sistemas formais que diferem de um modo significante da lógica padrão de sistemas, como a proposicional e a lógica de predicados. Existem diversos artifícios utilizados, incluindo o uso de extensões, desvios e variações. O objetivo dessas mudanças é tornar possível a construção de diferentes modelos de consequências lógicas e verdades lógicas.[6]